# Вилхелм фон Баден (1792–1859)
Вилхелм Лудвиг Август фон Баден (на немски: Wilhelm Лудвиг Август Markgraf von Baden; Wilhelm Ludwig August, Prinz von Baden; Graf Wilhelm von Hochberg; * 8 април 1792, Карлсруе; † 11 октомври 1859, Карлсруе) е принц и от 1817 г. маркграф на Баден. Известен е също като граф Вилхелм фон Хохберг. Той е командир на баденската бригада във войската (Grande Armée) на Наполеон, която през 1812 г. е изпратена в похода против Русия. От 1819 до 1858 г. Вилхелм е президент на Първата камера на съсловното събрание на Баден.

## Живот
Произлиза от протестантската „Ернестинска линия“ Баден-Дурлах от фамилията Дом Баден (Церинги). Той е вторият син на велик херцог Карл Фридрих фон Баден (1728 – 1811) и втората му съпруга баронеса Луиза Гайер фон Хохберг-Гайерсберг (1768 – 1820), дъщеря на фрайхер Лудвиг Гайер фон Гайерсберг († 1772) и графиня Максимилиана фон Шпонек (1730 – 1804). Заради майка му той и другите му братя първо не са предвидени за наследството като маркграфове.
Брат е на велик херцог Леополд I фон Баден (1790 – 1852) и Максимилиан Фридрих Йохан Ернст (1796 – 1882), генерал на инфантерията. Полубрат е на наследствения принц Карл Лудвиг фон Баден (1755 – 1801), на Фридрих (1756 – 1817), и на велик херцог Лудвиг I фон Баден (1763 – 1830).
Вилхелм е номиниран на 16 години през 1808 г. за полковник. На 16 октомври 1830 г. в Щутгарт той се жени за херцогиня Елизабет Александрина фон Вюртемберг (* 27 февруари 1802, Вурцен, Курландия; † 5 декември 1864, Карлсруе), дъщеря на принц Лудвиг фон Вюртемберг (1756–1817) и втората му съпруга принцеса Хенриета фон Насау-Вайлбург (1780–1857). Съпругата му е племенница на Фридрих I (1754 – 1816), първият крал на Вюртемберг, на Мария Фьодоровна (1759 – 1828), съпруга на руския император Павел I, и на Елизабет (1767 – 1790), съпруга на император Франц II (1768 – 1835). Тя е роднина и на Мария фон Тек, бабата на британската кралица Елизабет II.
Вилхелм фон Баден умира на 11 октомври 1859 г. на 67 години в Карлсруе.

## Деца
Вилхелм и Елизабет Александрина имат децата:
- Вилхелмина Хенриета Амалия Паулина Луиза фон Баден (* 7 май 1833; † 7 август 1834)
- София (* 7 август 1834, Карлсруе; † 9 април 1904, Карлсруе), омъжена на 9 ноември 1858 г. в Карлсруе за княз Волдемар фон Липе (* 18 април 1824, Детмолд; † 20 март 1895, Детмолд)
- Паулина София Елизабет Мари фон Баден (* 18 декември 1835, Карлсруе; † 15 май 1891, Карлсруе)
- Леополдина (* 22 февруари 1837, Карлсруе; † 23 декември 1903, Страсбург), омъжена на 24 септември 1862 г. в Карлсруе за княз Херман фон Хоенлое-Лангенбург (* 31 август 1832, Лангенбург; † 9 март 1913, Лангенбург), син на княз Ернст I фон Хоенлое-Лангенбург (1794 − 1860) и внук на княз Карл Лудвиг фон Хоенлое-Лангенбург (1762 – 1825).